# A Change of Seasons
A Change of Seasons é um EP da banda de Metal Progressivo Dream Theater, lançado em 19 de Setembro de 1995 através da East West Records. Ele é composto por uma música de mesmo nome contendo 23 minutos de duração e uma coletânea de covers ao-vivo gravados no Ronnie Scott's Jazz Clube, em Londres, na Inglaterra.
A faixa-título, que foi gravada no BearTracks Studios em Nova Iorque, inclui pedaços do filme de 1989 Sociedade dos Poetas Mortos e do poema de Robert Herrick, escrito em 1648, To the Virgins, to Make Muck of Time ; era para ser lançado originalmente no álbum Images and Words, que foi lançado em 1992. As letras, escritas pelo ex-baterista Mike Portnoy, não foram inspiradas pelo filme, mas sim pela morte de sua mãe. A Change of Seasons é também o primeiro lançamento do Dream Theater a ter Derek Sherinian nos teclados.
Uma versão editada da A Change of Seasons foi usada em um comercial de esqui dos
Jogos Olímpicos de Inverno de 2002.
Note que esta gravação é considerada um EP apenas no nome: com 57:30 de duração, o A Change of Seasons é muito grande para ser classificado como um EP padrão, já que de fato possui um tamanho maior que muitos LPs. Na realidade, é mais longo que os dois primeiros álbuns do Dream Theater. Portnoy disse que "Ele é importante para nós, e o rótulo era para que ele não seja classificado como um último álbum de estúdio. Por essa razão nós o rotulamos como um EP".
| Críticas profissionais                                                      | Críticas profissionais |
| Avaliações da crítica                                                       | Avaliações da crítica  |
| Fonte                                                                       | Avaliação              |
| --------------------------------------------------------------------------- | ---------------------- |
| allmusic                                                                    | [ 5 ]                  |
| Esta tabela precisa de ser acompanhada por texto em prosa. Consulte o guia. |                        |

## Faixas
| N.º | Título | Compositor(es)                                                                                    | Duração |  |
| 1.  | "A Change of Seasons - I. "The Crimson Sunrise" - II. "Innocence" - III. "Carpe Diem" - IV. "The Darkest of Winters" - V. "Another World" - VI. "The Inevitable Summer" - VII. "The Crimson Sunset""                                                          | Portnoy                                                                                           | 23:06   |  |
| 2.  | "Funeral for a Friend/Love Lies Bleeding" (Elton John cover) | Bernie Taupin                                                                                     | 10:49   |  |
| 3.  | "Perfect Strangers" (Deep Purple cover) | Ian Gillan                                                                                        | 5:33    |  |
| 4.  | "Led Zeppelin Cover Medley - "The Rover" - "Achilles Last Stand" - "The Song Remains the Same"" | Robert Plant                                                                                      | 7:28    |  |
| 5.  | "The Big Medley - "In the Flesh?" (Pink Floyd cover) - "Carry On Wayward Son" (Kansas cover) - "Bohemian Rhapsody" (Queen cover) - "Lovin', Touchin', Squeezin'" (Journey cover) - "Cruise Control" (Dixie Dregs cover) - "Turn It on Again" (Genesis cover)" | - Roger Waters - Kerry Livgren - Freddie Mercury - Steve Perry - (instrumental) - Mike Rutherford | 10:34   |  |

## Créditos
- James LaBrie – Vocais
- John Myung – Baixo
- John Petrucci – Guitarra
- Mike Portnoy – Bateria
- Derek Sherinian – Teclado